# Гоніометрія
Гоніометрія (рос. гониометрия, англ. goniometry, нім. Honiometrie f) — розділ тригонометрії, де вивчаються способи вимірювання кутів, властивості тригонометричних функцій та співвідношення між ними. Прикладне використання — у топографії, маркшейдерії, геодезії тощо.Тригонометрія ґрунтується на співвідношенні подібності. Трикутники з двома рівними кутами подібні, тому подібні прямокутні трикутники, в яких рівний один гострий кут. Відношення довжин сторін у подібних трикутників однакове, тому відношення сторін прямокутних трикутників залежить тільки від одного параметра — величини гострого кута. Ця обставина дозволяє означити тригонометричні функції: синус, косинус, тангенс, котангенс, секанс і косеканс, через відношення різних сторін прямокутного трикутника.